# Miliá (ort i Grekland, Mellersta Makedonien, Nomós Pierías)
Miliá är en ort i Grekland.   Den ligger i prefekturen Nomós Pierías och regionen Mellersta Makedonien, i den norra delen av landet, 280 km norr om huvudstaden Aten. Miliá ligger 429 meter över havet och antalet invånare är 426.
Terrängen runt Miliá är varierad, och sluttar österut. Runt Miliá är det ganska glesbefolkat, med 32 invånare per kvadratkilometer. Närmaste större samhälle är Kateríni, 17,3 km öster om Miliá. Trakten runt Miliá består till största delen av jordbruksmark.